# Bernard Lamy

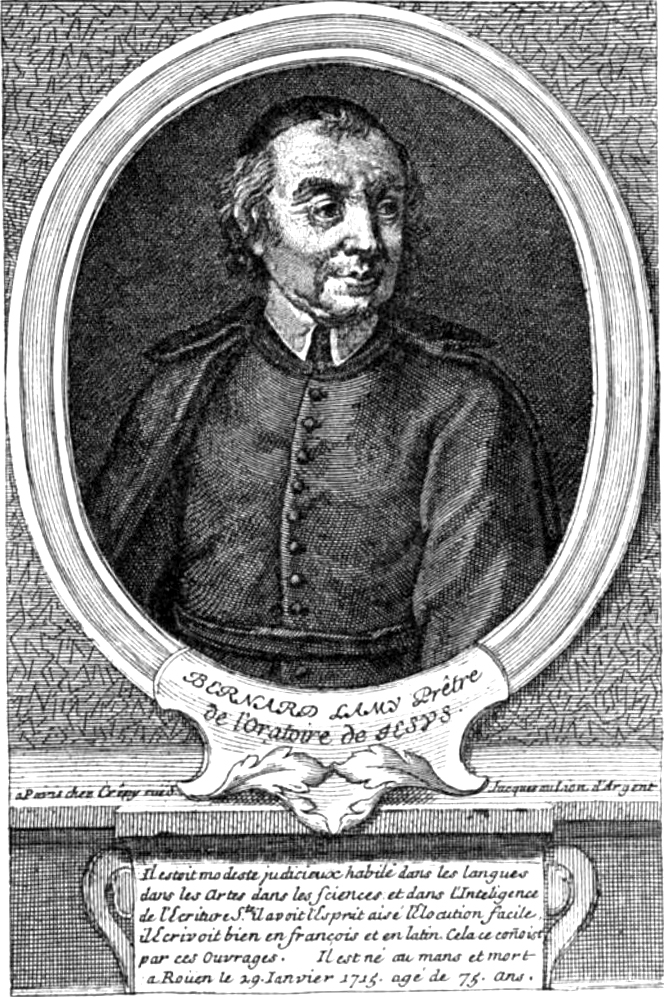
Bernard Lamy, zeitgenössisches Porträt

Bernard Lamy (* 15. Juni 1640 in Le Mans; † 29. Januar 1715 in Rouen) war ein französischer Philosoph und Mathematiker.

## Leben
Lamy wurde 1658 Oratorianer und 1667 Priester. Er war dann Professor der Humaniora in Vendôme und Juilly. 1671 wurde er Professor der Philosophie in Saumur und Angers, 1676 Professor in Grenoble und 1686 in Paris. 1689 wurde er abgesetzt.

## Schriften
- Traité de Mécanique. 1679
- Traité de la grandeur en general. 1680
- Les éléments de géometrie. 1685